# Русенска филхармония
Русенската филхармония е създадена през 1948 година.
В своя творчески път оркестърът е натрупал богат репертоар – класически и съвременен. Редица творби на Дмитрий Шостакович, Сергей Прокофиев, Паул Хиндемит, Рихард Щраус, Парашкев Хаджиев, Константин Илиев, Красимир Кюркчийски са били изпълнени за първи път в Русе. В историята на оркестъра могат да се прочетат имената на някои от най-големите диригенти не само от България, но и в световен мащаб: Курт Мазур, Карло Цеки, Евгени Светланов, Валери Гергиев и други, и солистите: Светослав Рихтер, Рудолф Керер, Игор Ойстрах, Леонид Коган, Руджеро Ричи, Владимир Спиваков, Франко Петраки, Робърт Коен и др.
Едно от паметните събития в историята на оркестъра е съвместната му работа с Дмитрий Шостакович и авторската премиера на неговия „Втори клавирен концерт“ през 1958 година.
Оркестърът е инициатор и домакин на международния фестивал „Мартенски музикални дни“ и на фестивала „Зимни музикални вечери“. Участник е в престижни национални и международни фестивали: Софийски музикални седмици, „Нова българска музика“, Сиенски музикални седмици (Италия), където оркестърът работи от 1984 до 1991 година с именити музиканти като Франко Ферара, Карло-Мария Джулини, Катя Ричарели, Борис Белкин, Юрий Башмет и др. Оркестърът има ред международни турнета, преминаващи на високо художествено ниво в почти всички европейски държави. Притежава записи в Златния фонд на БНР, БНТ и Берлинското радио, както и записи на грамофонни плочи и компактдискове.
Освен симфоничен и кантатно-оратотиален репертоар, Русенската филхармония е от 1999 година (когато е основано Оперно-филхармонично дружество - Русе) и в основата на всички спектакли на Русенската опера. През 2003 г. оркестърът при ОФД-Русе е удостоен с наградата на СМТДБ – Кристална лира за концерта по повод откриването на МФ „Мартенски музикални дни“ и за заключителния концерт по творби на Игор Стравински. Ръководители на Русенска филхармония са Георги Димитров и Найден Тодоров.